# Krijgsmacht van Frankrijk

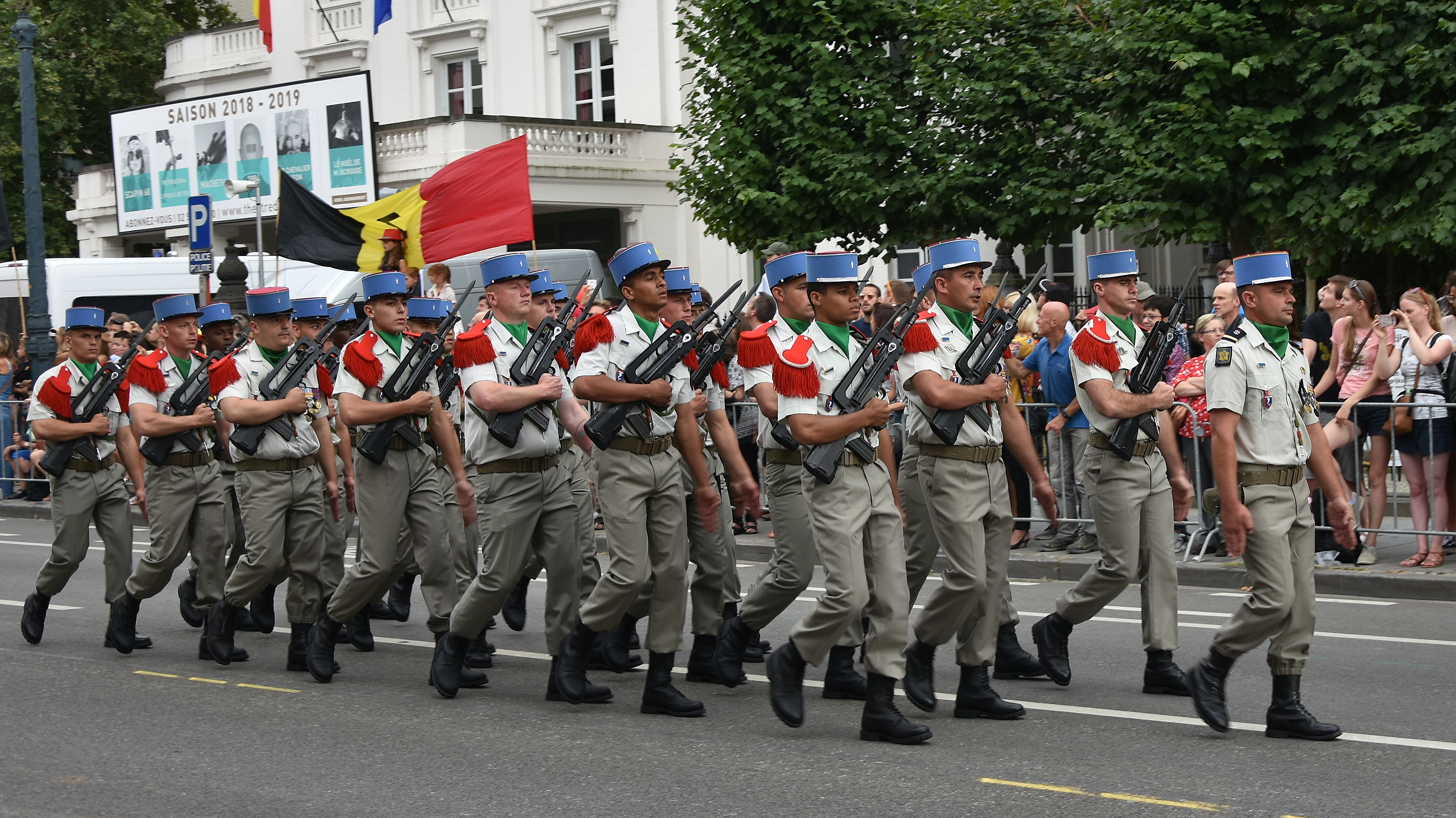
Een afdeling van het Franse leger tijdens de nationale feestdag van België te Brussel in 2018

De Krijgsmacht van Frankrijk (Frans: Forces armées françaises) omvat de Franse landmacht, de Franse marine, de Franse luchtmacht en de Gendarmerie Nationale van Frankrijk. De president van de Republiek leidt de krijgsmacht met als titel de "chef des armées". De president is de hoogste autoriteit voor militaire zaken, de opperbevelhebber is de enige ambtenaar die een nucleaire aanval kan bevelen.

## Militaire doctrine
De Franse militaire doctrine is gebaseerd op de concepten van nationale onafhankelijkheid, de nucleaire afschrikking en militaire onafhankelijkheid. Frankrijk is sinds de oprichting op 4 april 1949 lid van de Noord-Atlantische Verdragsorganisatie (NAVO). Als gevolg van de buitenlandse politiek van De Gaulle maakte het land tussen 1966 en 1996 geen deel uit van de militaire organen van de NAVO, maar bleef wel zetelen in de politieke overlegorganen. Na wijziging van de politiek door Jacques Chirac maakten de Fransen vanaf 1996 (tot 3 april 2009) wel weer deel uit van de militaire organen maar met een voorbehoud met betrekking tot militair optreden. Sinds 4 april 2009 is Frankrijk door beslissing van Nicolas Sarkozy weer volledig lid van de NAVO. Daarnaast is Frankrijk actief lid en voorvechter van de inzet van de Organisatie voor Veiligheid en Samenwerking in Europa (OVSE) en andere gezamenlijke inspanningen. Naast de NAVO-inzet heeft Frankrijk actieve en uitgebreide acties ondernomen zowel in collectieve als in eenzijdige inspanningen voor vredeshandhaving in Afrika, het Midden-Oosten en de Balkan.
Het Franse leger onderging een belangrijke herstructurering tot een professionele krijgsmacht die kleiner is, sneller inzetbaar en beter aangepast aan operaties buiten het vasteland van Frankrijk. Belangrijke elementen van de herstructurering waren: verminderen van personeel, legerbasissen en het hoofdkantoor, en rationalisatie van apparatuur en wapens.
Sinds het einde van de Koude Oorlog heeft Frankrijk een hoge prioriteit gelegd op wapenbeheersing en non-proliferatie. Franse nucleaire testen in de Stille Oceaan en het tot zinken brengen van de Rainbow Warrior zorgden voor gespannen Franse betrekkingen met zijn bondgenoten, in Polynesië (met ook Nieuw-Zeeland) en ten opzichte van de wereldopinie. Frankrijk stemde in met het nucleaire Non-proliferatieverdrag in 1992 en steunde haar onbeperkte verlenging in 1995. Na het uitvoeren van een omstreden laatste reeks van zes kernproeven op Moruroa in 1996 ondertekenden de Fransen het kernstopverdrag op 24 september 1996. In 1997 tekende Frankrijk op de Ottawa-conventie voor een moratorium op de productie, export en het gebruik van antipersoonsmijnen en heeft dit ook geïmplementeerd. Het land ondersteunt ook de onderhandelingen die moeten leiden naar een universeel verbod. De Fransen zijn ook pleitbezorger in de aanpassing van het Verdrag inzake conventionele strijdkrachten in Europa aan de nieuwe strategische omgeving. Frankrijk blijft een actieve deelnemer in de grote programma's om de overdracht van technologieën die kunnen leiden tot de verspreiding van massavernietigingswapens te beperken waaronder de Nuclear Suppliers Group, de Australia Group (voor chemische en biologische wapens) en het Missile Technology Control Regime. Frankrijk heeft ook het Verdrag chemische wapens ondertekend en geratificeerd.

## Organisatie van de krijgsmacht
Het hoofd van de Franse strijdkrachten is dan wel de president van de republiek in zijn rol als Chef des Armées, maar de grondwet stelt burgerlijke en militaire regeringstroepen ter beschikking van de regering (het uitvoerende kabinet van ministers voorgezeten door de premier, die niet noodzakelijk van dezelfde politieke partij is als de president).
De minister van de Strijdkrachten (sinds 2017 Florence Parly) houdt toezicht op de militaire middelen, inkoop en operaties. Historisch beriep Frankrijk zich in belangrijke mate op de inzet van de dienstplicht om mankracht te leveren voor de krijgsmacht, naast een kleiner beroepsleger. Na de Algerijnse Oorlog werd de inzet van niet-vrijwillige dienstplichtigen in buitenlandse activiteiten beëindigd. Wanneer hun eenheid werd opgeroepen voor plicht in oorlogsgebieden, kregen dienstplichtigen de keuze tussen het aanvragen van een overplaatsing naar een andere eenheid of vrijwilligerswerk voor de actieve missie. In 1996 kondigde de regering van President Jacques Chirac het einde van de dienstplicht aan en in 2001 werd de dienstplicht formeel beëindigd. Er is wel nog een registratie voor mogelijke dienstplicht (in het geval de landsverdediging het vereist). In 2014 hadden de Franse strijdkrachten een gerapporteerde sterkte van 215.019 gewone personeelsleden.
|  | Eenheid                                | Personeelskader | |
|  | -------------------------------------- | --------------- | --- |
|  | Franse landmacht                       | 115.004         | Met het commandement des forces terrestres, de troupes de marine, het commandement de l'aviation légère de l'Armée de terre, de brigade des forces spéciales terre, de genie en ook het Frans Vreemdelingenlegioen |
|  | Franse luchtmacht                      | 45.489          | Met de État-major de l'Armée de l'air, de commandement de la défense aérienne et des opérations aériennes (bewaking luchtruim en operaties vliegbasissen), de commandement des Forces aériennes stratégiques (vliegtuigen met nucleaire capaciteit en bevoorradingsvliegtuigen), de commandement des forces aériennes (brigades andere vliegtuigen, commandotroepen, parachutisten, speciale eenheden) en de commandement du soutien des forces aériennes (wapensystemen, uitrusting, ICT en logistiek) |
|  | Franse marine                          | 36.776          | Met de Force d'Action Navale (oppervlaktevloot), de Forces Sous-marines (strategische nucleaire onderzeebootvloot), de Aviation Navale (marine luchtvaartdienst, zowel op het land als op zee gestationeerd), de Fusiliers de Marine (beveiliging van maritieme installaties op het land), de Commandos de Marine (amfibische operaties) en bevel over de Gendarmerie Navale (politietaken en kustwacht - onderdeel Gendarmerie Nationale)                                                              |
|  | Service de santé des armées (SSA)      | 17.750          | Medische militaire dienst |
|  | Service des essences des armées (SEA)  | 17.750          | Militaire brandstofdiensten |
|  | Direction générale de l’armement (DGA) | 17.750          | Militaire aankoop- en evaluatiediensten |
|  | Operationele reserve Burgerreserve     | 27.680          | |
|  | Gendarmerie Nationale                  | 98.155          | Paramilitair: Dagelijkse rechtshandhaving (en een formatie kustwacht onder het bevel van de Franse marine). Ook nemen eenheden van de Gendarmerie deel aan Franse buitenlandse operaties, met het verstrekken van gespecialiseerde rechtshandhaving en specifieke rollen |

### Franse militaire aanwezigheid in het buitenland
Voor overzeese militaire operaties kan Frankrijk beschikken over een militaire aanwezigheid:
- in bepaalde Franse overzeese gebieden;
- in onafhankelijke landen, soms voormalige kolonies, waarmee een overeenkomst is gesloten voor de vestiging van permanente militaire bases;
- in andere landen, waarmee een overeenkomst is gesloten voor tijdelijke militaire operaties.

Naast de overzeese gebieden is of was Frankrijk militair aanwezig in onder meer volgende landen: 
- Afghanistan (2001-2012)
- Algerije (1830-1968)
- Burkina Faso (2018-2023)[1]
- Duitsland: een gevolg van de Franse bezettingszone in Duitsland na de Tweede Wereldoorlog
- Centraal-Afrikaanse Republiek (2013-2023)[1][2]
- Djibouti (1894-heden)
- Ivoorkust (1893-2025)[2]
- Mali (2013-2022)[1]
- Niger (2022-2023)[1]
- Verenigde Arabische Emiraten (2009-heden)
- Gabon (1960-heden)
- Senegal (1960-heden).
- Tsjaad (1906-2025)[1]